# 파트리시오 아일윈
파트리시오 아일윈 아소카르(스페인어: Patricio Aylwin Azócar, 1918년 11월 26일~2016년 4월 19일)는 1990년 아우구스토 피노체트 장군의 군사 정부가 무너진 칠레의 민주화 후 최초로 당선된 칠레의 대통령이다.

## 젊은 시절
아일윈은 칠레, 비냐델마르 (Viña del Mar)에서 미겔 아일윈과 라우라 아소카르의 다섯 아이 중 장남으로 태어났다. 아일윈은 1066년 노르만 정복 이전의 고대 영어 이름이다. 그는 부분적으로 웨일스인의 후손이다. 칠레 대학교의 법대에 다녔으며, 1943년에 최고 성적으로 변호사가 되었다. 그는 칠레 대학교, 칠레 교황청 가톨릭 대학교에서 최초의 행정법 교수를 하였다. 그는 또한 《Instituto Nacional》에서 공민 교육과 정치 경제 교수를 하였다.
그는 레오노르 오야르순 이바노비크와 결혼했다. 그들은 다섯명의 자식과 14명의 손자를 두었다. 그의 딸 마리아나 (es:Mariana Aylwin)는 리카르도 라고스 대통령 정부 하에서 교육부 장관을 했으며, 손녀 중 파스 바스쿠냔 (en:Paz Bascuñán)은 인기있는 멜로드라마 텔레노벨라 (en:Telenovela) 배우이다.

## 칠레 대통령 선거
칠레의 모든 야당에게 있어서 독재자 아우구스토 피노체트는 최대의 골칫 덩어리였다. 그리고 파트리시오 아일윈을 포함한 칠레의 모든 야당 정치인들은 아우구스토 피노체트를 권좌에서 끌어내리는 방법을 목숨 걸고 연구했다. 때마침 1987년에 지구 정반대에 있는 대한민국에서 대한민국 제13대 대통령 선거가 실시되었는데 거기서 박정희와 전두환에 이어서 또 노태우가 당선되어 3연속 군사정부가 들어섰는데 이 원인을 분석해 본 결과 야당의 김영삼과 김대중이 서로 양보하지 않은 탓이었다. 이걸 연구한 끝에 얻은 칠레 야당의 결론은 내가 양보하더라도 피노체트만 낙선 시키면 우리 모두가 당선된 것이나 다름없다 였으며 결국 칠레의 야당은 모두 단일화해서 피노체트와 맞서게 되었는데 1989년 칠레 대통령 선거에서 단일화 된 야당의 대통령 후보로 파트리시오 아일윈이 출마해, 결국 당선되어 피노체트의 지겨운 독재 정권을 종식시키는 데에 성공했다.

## 역대 선거 결과
| 선거명      | 직책명        | 대수 | 정당         | 득표율 | 득표수      | 결과 | 당락             |
| ----------- | ------------- | ---- | ------------ | ------ | ----------- | ---- | ---------------- |
| 1989년 선거 | 칠레의 대통령 | 36대 | 기독교민주당 | 55.17% | 3,850,571표 | 1위  | 칠레 대통령 당선 |